# Epiplatys spilargyreius
Epiplatys spilargyreius är en fiskart som först beskrevs av Duméril, 1861.  Epiplatys spilargyreius ingår i släktet Epiplatys och familjen Nothobranchiidae. IUCN kategoriserar arten globalt som livskraftig. Inga underarter finns listade i Catalogue of Life.